# Schwedische Badmintonmeisterschaft 1978
Die Schwedische Badmintonmeisterschaft 1978 fand im Februar 1978 statt.

## Medaillengewinner
| Disziplin    | Gold                             | Silber                           | Bronze                          |
| ------------ | -------------------------------- | -------------------------------- | ------------------------------- |
| Herreneinzel | Thomas Kihlström                 | Sture Johnsson                   | Stefan Karlsson                 |
| Herreneinzel | Thomas Kihlström                 | Sture Johnsson                   | M. Palrud                       |
| Dameneinzel  | Cecilia Jeppson                  | Eva Stuart                       | Agneta Lundh                    |
| Dameneinzel  | Cecilia Jeppson                  | Eva Stuart                       | Anette Börjesson                |
| Herrendoppel | Thomas Kihlström Bengt Fröman    | Stefan Karlsson Claes Nordin     | Ola Eriksson Christian Lundberg |
| Herrendoppel | Thomas Kihlström Bengt Fröman    | Stefan Karlsson Claes Nordin     | Gert Perneklo Willy Nilsson     |
| Damendoppel  | Britt-Marie Larsson Agneta Lundh | Carina Andersson Cecilia Jeppson | Lena Axelsson Ann-Sofi Bergman  |
| Damendoppel  | Britt-Marie Larsson Agneta Lundh | Carina Andersson Cecilia Jeppson | C. Karlsson Karin Lindquist     |
| Mixed        | Lars Wengberg Karin Lindquist    | Claes Nordin Anette Börjesson    | Mats Olsson Britt-Marie Larsson |
| Mixed        | Lars Wengberg Karin Lindquist    | Claes Nordin Anette Börjesson    | Gert Perneklo Carina Andersson  |